# Амасис (гончар)

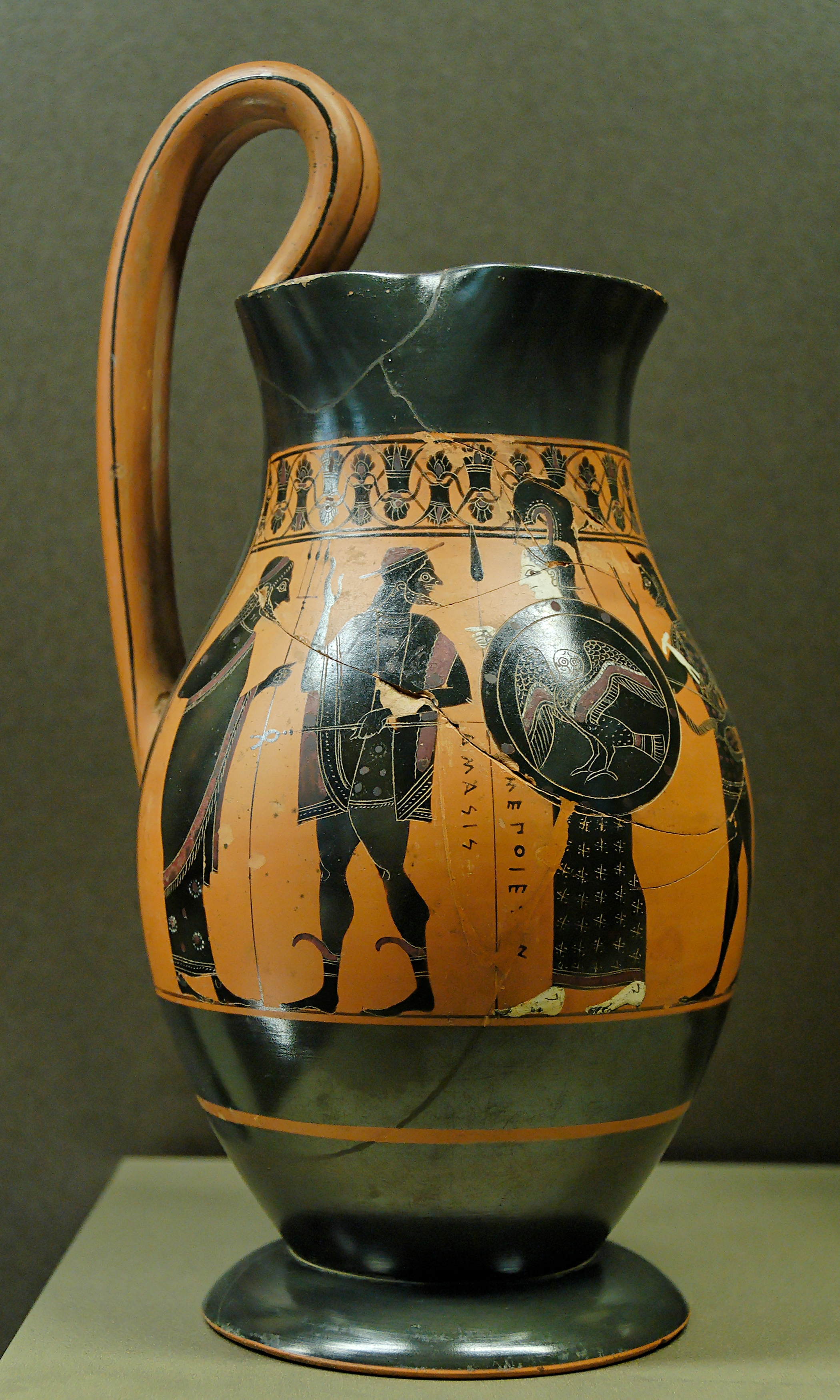
Ольпа Амасиса, Париж, Лувр F 30

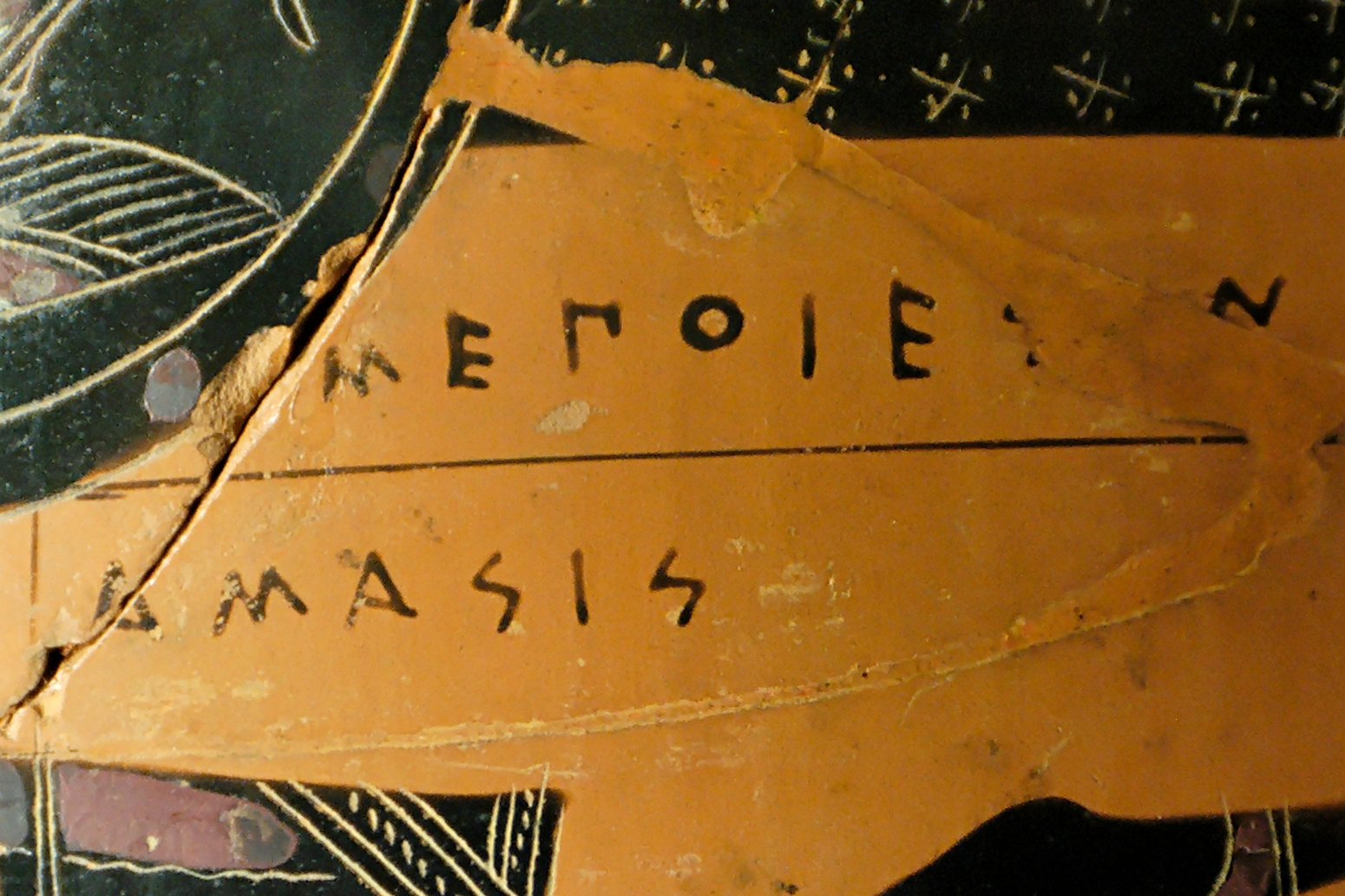
Ольпа подписанная Амасисом 550-530 до н.э., Париж, Лувр F 30

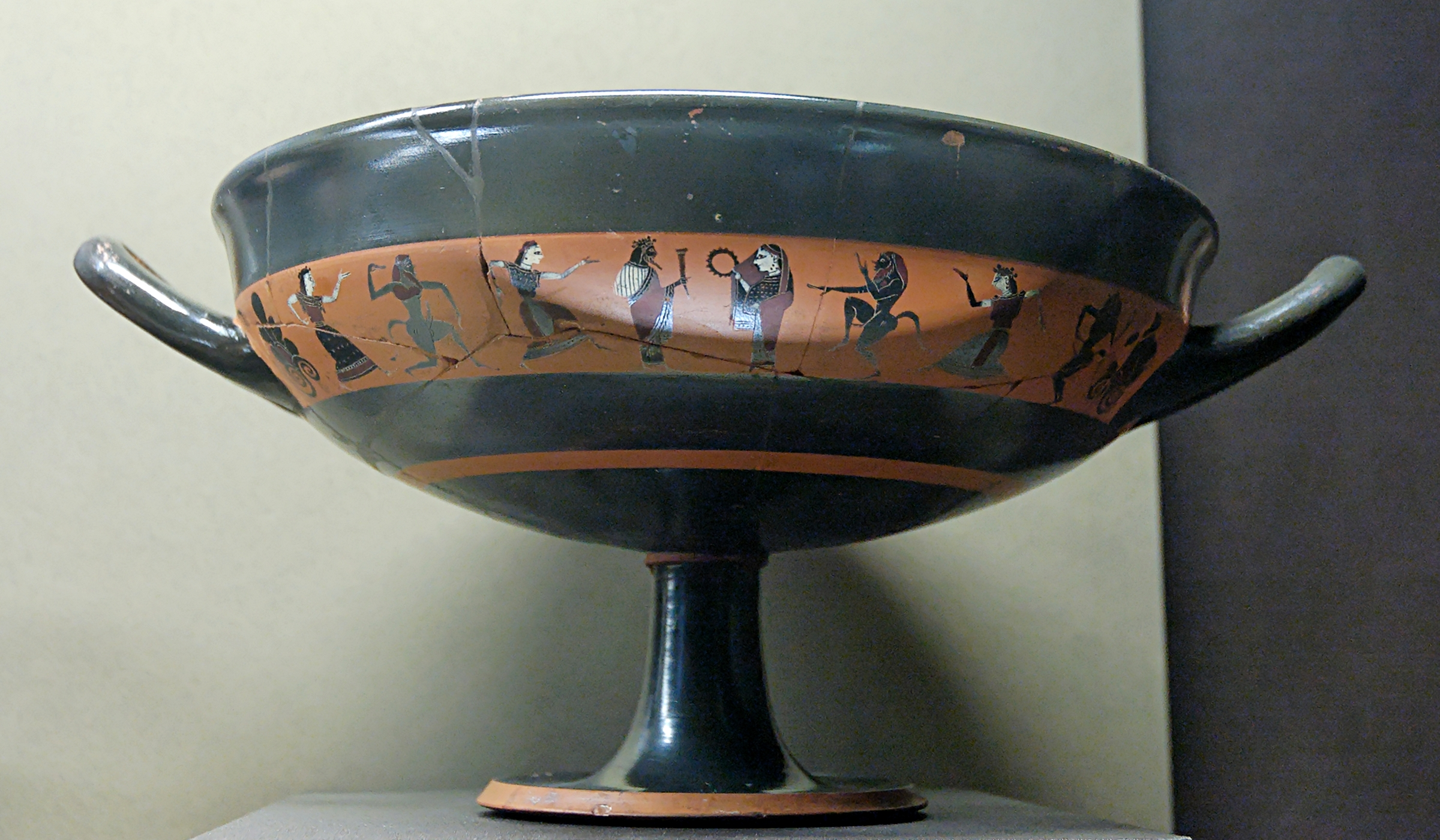
роспись вазописца Амасиса по керамике гончара Амасиса, 550-540 до н.э., Париж, Лувр F 75

Амасис — греческий гончар, работавший между 560/50 и 530/20 годами до н. э. в Афинах.
В гончарной мастерской Амасиса также работал один из лучших архаичных вазописцев, названный по имени гончара вазописец Амасис. Его работы в основном чернофигурные, позднее краснофигурные. Вместе с Экзекием создал первую крупную амфору, у которой обе стороны имели содержательную роспись.